# Adolphe Menjou
Adolphe Jean Menjou (Pittsburgh, 18 febbraio 1890 – Beverly Hills, 29 ottobre 1963) è stato un attore statunitense.

## Biografia

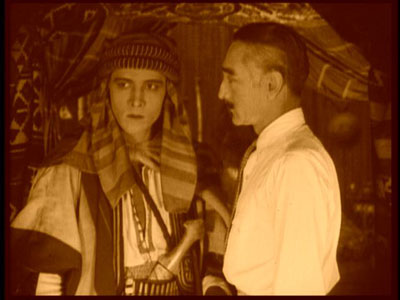
Valentino e Menjou ne Lo sceicco (1921)

Menjou nacque a Pittsburgh, in Pennsylvania, nel 1890 da padre francese, Albert Menjou, e da madre irlandese originaria di Galway, Nora Joyce, ambedue di religione cattolica, seconda la quale venne poi educato. Venne iscritto alla Culver Military Academy e, quindi, si laureò in ingegneria alla Cornell University. Attratto da sempre dal teatro del vaudeville, fece il suo debutto cinematografico nella pellicola The Acid Test (1914). Dopo diverse partecipazioni in ruoli minori o di comparsa, ebbe una parte di rilievo in The Blue Envelope Mystery (1916). Partecipò alla prima guerra mondiale con il grado di capitano nel servizio di ambulanza. Al suo ritorno dal fronte, divenne una star del cinema muto con pellicole come Lo sceicco (1921) accanto a Rodolfo Valentino, e I tre moschettieri (1921). Con il ruolo interpretato nel film La donna di Parigi (1923) costruì il suo personaggio di azzimato ed elegante uomo di mondo. La sua carriera subì un arresto con l'avvento del sonoro, ma nel 1930 recitò nel film Marocco a fianco di Marlene Dietrich ed ebbe in seguito una candidatura al premio Oscar per la sua partecipazione alla pellicola The Front Page (1931).
In patria era ben conosciuto per le sue idee politiche marcatamente conservatrici e anticomuniste e per la sua fortissima avversione per il Partito Democratico, che giudicava alla stregua d'una forza politica socialista, tanto da ritenere che se governasse il Paese ne avrebbe potuto causare soltanto la rovina, a detta sua alzando vertiginosamente le tasse - a danno in particolare delle persone abbienti come lui - e demolendo il valore del dollaro; proprio a tal riguardo confidò una volta ad un amico che, semmai un Democratico fosse riuscito ad arrivare alla Casa Bianca, aveva già pronto un piano di trasferimento di tutto il suo patrimonio in lingotti d'oro in diversi magazzini e stabilimenti bancari privati, affermando che non ne avrebbe lasciato prelevare dal governo federale neppure un'oncia.
Nel 1947, agli inizi della seconda ondata della cosiddetta paura rossa, Menjou collaborò attivamente con la Commissione per le attività antiamericane (una commissione investigativa sorta in seno alla Camera dei Rappresentanti per indagare e perseguire in quel periodo esponenti e simpatizzanti comunisti o presunti tali), al cui cospetto dichiarò che a Hollywood serpeggiasse da molto il germe del comunismo e che gli stessi sovietici stessero cercando - proprio tramite loro simpatizzanti americani - di propagandare subliminalmente la loro ideologia tramite l'industria cinematografica nazionale. Fu anche un membro di spicco della Motion Picture Alliance for the Preservation of American Ideals, un'associazione conservatrice di addetti ai lavori che si adoperava per contrastare le infiltrazioni filocomuniste nel cinema hollywoodiano (fra gli altri membri del gruppo c'erano John Wayne, Robert Taylor e Barbara Stanwyck, con la quale Menjou aveva diviso lo schermo nei film Proibito di Frank Capra e Passione di Rouben Mamoulian).
Sempre nel 1947 pubblicò la sua autobiografia dal titolo It Took Nine Tailors e terminò la sua carriera con il personaggio di un ufficiale della prima guerra mondiale nella pellicola Orizzonti di gloria (1957) e del burbero Mr. Pendergast ne Il segreto di Pollyanna (1960). 
Morì il 29 ottobre 1963 di epatite cronica a Beverly Hills in California.

## Filmografia parziale

### Attore

#### Cinema
- The Acid Test, regia di Maurice Costello, Robert Gaillard (1914)
- The Man Behind the Door, regia di Wally Van (1914)
- A Parisian Romance, regia di Frederick A. Thomson (1916)
- Nearly a King, regia di Frederick A. Thomson (1916)
- The Price of Happiness, regia di Edmund Lawrence (1916)
- Doug è uno scervellato (The Habit of Happiness), regia di Allan Dwan (1916)
- The Crucial Test, regia di John Ince, Robert Thornby (1916)
- The Devil at His Elbow, regia di Burton L. King (1916)
- L'allegra favola di Black Burke (Manhattan Madness), regia di Allan Dwan (1916)
- The Reward of Patience, regia di Robert G. Vignola (1916)
- The Scarlet Runner, regia di William P.S. Earle e Wally Van (1916)
- The Kiss, regia di Dell Henderson (1916)
- The Blue Envelope Mystery, regia di Wilfrid North (1916)
- The Valentine Girl, regia di J. Searle Dawley (1917)
- Wild and Woolly, regia di John Emerson (1917)
- The Amazons, regia di Joseph Kaufman (1917)
- An Even Break, regia di Lambert Hillyer (1917)
- The Moth, regia di Edward José (1917)
- La bella spagnola (What Happened to Rosa), regia di Victor Schertzinger (1920)
- The Faith Healer, regia di George Melford (1921)
- Through the Back Door, regia di Alfred E. Green, Jack Pickford (1921)
- Courage, regia di Sidney Franklin (1921)
- I tre moschettieri (The Three Musketeers), regia di Fred Niblo (1921)
- Queenie, regia di Howard M. Mitchell (1921)
- Lo sceicco (The Sheik), regia di George Melford (1921)
- Arabian Love, regia di Jerome Storm (1922)
- Is Matrimony a Failure?, regia di James Cruze (1922)
- Head over Heels, regia di Paul Bern e Victor Schertzinger (1922)
- The Fast Mail, regia di Bernard J. Durning (1922)
- La duchessa di Langeais (The Eternal Flame), regia di Frank Lloyd (1922)
- Il demone scintillante (Pink Gods), regia di Penrhyn Stanlaws (1922)
- Clarence, regia di William C. deMille (1922)
- Singed Wings, regia di Penrhyn Stanlaws (1922)
- Gli applausi del mondo (The World's Applause), regia di William C. de Mille (1923)
- Triste presagio (Bella Donna), regia di George Fitzmaurice (1923)
- Roberto di Hentzau (Rupert of Hentzau), regia di Victor Heerman (1923)
- La donna di Parigi (A Woman of Paris: A Drama of Fate), regia di Charlie Chaplin (1923)
- La gitana (The Spanish Dancer), regia di Herbert Brenon (1923)
- Matrimonio in quattro (The Marriage Circle), regia di Ernst Lubitsch (1924)
- Nell'ombra di Parigi (Shadows of Paris), regia di Herbert Brenon (1924)
- The Marriage Cheat, regia di John Griffith Wray (1924)
- Donne di lusso (Broadway After Dark), regia di Monta Bell (1924)
- Venduta (For Sale), regia di George Archainbaud (1924)
- Barriere infrante (Broken Barriers), regia di Reginald Barker (1924)
- La seconda vita di Arturo Merril (Sinners in Silk), regia di Hobart Henley (1924)
- Open All Night, regia di Paul Bern (1924)
- L'eterno femminino (The Fast Set), regia di William C. de Mille (1924)
- La zarina (Forbidden Paradise), regia di Ernst Lubitsch (1924)
- Il cigno (The Swan), regia di Dmitrij Buchoveckij (1925)
- A Kiss in the Dark, regia di Frank Tuttle (1925)
- Are Parents People?, regia di Malcolm St. Clair (1925)
- Il marito di mia moglie (Lost: A Wife), regia di William C. de Mille (1925)
- The King on Main Street, regia di Monta Bell (1925)
- La granduchessa e il cameriere (The Grand Duchess and the Waiter), regia di Malcolm St. Clair (1926)
- A Social Celebrity, regia di Malcolm St. Clair (1926)
- Asso di cuori (The Ace of Cads), regia di Luther Reed (1926)
- L'angoscia di Satana (The Sorrows of Satan), regia di D.W. Griffith (1926)
- Preferite il primo amore (Blonde or Brunette), regia di Richard Rosson (1927)
- Il signore della notte (Evening Clothes), regia di Luther Reed (1927)
- Service for Ladies, regia di Harry d'Abbadie d'Arrast (1927)
- A Gentleman of Paris, regia di Harry d'Abbadie d'Arrast (1927)
- Serenata (Serenade), regia di Harry d'Abbadie d'Arrast (1927)
- A Night of Mystery, regia di Lothar Mendes (1928)
- La donna e la tigre (His Private Life), regia di Hobart Henley (1928)
- Don Giovanni innamorato (His Tiger Wife), regia di Frank Tuttle (1928)
- D'Argenville e soci (Marquis Preferred), regia di Frank Tuttle (1929)
- Fashions in Love, regia di Victor Schertzinger (1929)
- Mysterious Mr. Parkes, regia di Louis J. Gasnier (1930)
- Marocco (Morocco), regia di Josef von Sternberg (1930)
- Passione cosacca (New Moon), regia di Jack Conway (1930)
- The Easiest Way, regia di Jack Conway (1931)
- The Front Page, regia di Lewis Milestone (1931)
- Tante donne e nessuna (The Great Lover), regia di Harry Beaumont (1931)
- La sfinge dell'amore (Friends and Lovers), regia di Victor Schertzinger (1931)
- Proibito (Forbidden), regia di Frank Capra (1932)
- Prestigio di razza (Prestige), regia di Tay Garnett (1932)
- Avventurieri galanti (Diamond Cut Diamond), regia di Maurice Elvey e Fred Niblo (1932)
- Addio alle armi (A Farewell to Arms), regia di Frank Borzage (1932)
- La gloria del mattino (Morning Glory), regia di Lowell Sherman (1933)
- Convention City, regia di Archie Mayo (1933)
- Squillo di tromba (The Trumpet Blows), regia di Stephen Roberts (1934)
- Little Miss Marker, regia di Alexander Hall (1934)
- Il grande Barnum (The Mighty Barnum), regia di Walter Lang (1934)
- Donne di lusso 1935 (Gold Diggers of 1935), regia di Busby Berkeley (1935)
- Broadway Gondolier, regia di Lloyd Bacon (1935)
- La via lattea (The Milky Way), regia di Leo McCarey (1936)
- Radiofollie (Sing, Baby, Sing), regia di Sidney Lanfield (1936)
- Turbine bianco (One in a Million), regia di Sidney Lanfield (1936)
- È nata una stella (A Star Is Born), regia di William A. Wellman (1937)
- Cento uomini e una ragazza (One Hundred Men and a Girl), regia di Henry Koster (1937)
- Palcoscenico (Stage Door), regia di Gregory La Cava (1937)
- Caffè Metropole (Café Metropole), regia di Edward H. Griffith (1937)
- Follie di Hollywood (The Goldwyn Follies), regia di George Marshall (1938)
- L'ultima recita (Letter of Introduction), regia di John M. Stahl (1938)
- La grande corsa (King of the Turf), regia di Alfred E. Green (1939)
- Passione (The Golden Boy), regia di Rouben Mamoulian (1939)
- La casa delle fanciulle (The Housekeeper's Daughter), regia di Hal Roach (1939)
- That's Right You're Wrong, regia di David Butler (1939)
- L'errore del dio Chang (Turnabout), regia di Hal Roach (1940)
- A Bill of Divorcement, regia di John Farrow (1940)
- Papà prende moglie (Father Takes a Wife), regia di Jack Hively (1941)
- Condannatemi se vi riesce! (Roxie Heart), regia di William A. Wellman (1942)
- Stella nel cielo (Syncopation), regia di William Dieterle (1942)
- Non sei mai stata così bella (You Were Never Lovelier), regia di William A. Seiter (1942)
- Hi Diddle Diddle, regia di Andrew L. Stone (1943)
- Hotel Mocambo (Step Lively), regia di Tim Whelan (1944)
- Ladra di cuori (Heartbeat), regia di Sam Wood (1946)
- Le figlie dello scapolo (Heartbeat), regia di Andrew L. Stone (1946)
- Brivido d'amore (I'll Be Yours), regia di William A. Seiter (1947)
- I trafficanti (The Hucksters), regia di Jack Conway (1947)
- Lo stato dell'Unione (State of the Union), regia di Frank Capra (1948)
- Musica per i tuoi sogni (My Dream Is Yours), regia di Michael Curtiz (1949)
- Indianapolis (To Please a Lady), regia di Clarence Brown (1950)
- Bersaglio eccellente (The Tall Target), regia di Anthony Mann (1951)
- Il cacciatore del Missouri (Across the Wide Missouri), regia di William A. Wellman (1951)
- Nessuno mi salverà (The Sniper), regia di Edward Dmytryk (1952)
- Salto mortale (Man on a Tightrope), regia di Elia Kazan (1953)
- Timberjack, regia di Joseph Kane (1955)
- La figlia dell'ambasciatore (The Ambassador's Daughter), regia di Norman Krasna (1956)
- Un turbine di gioia (Bundle of Joy), regia di Norman Taurog (1956)
- Vietato rubare le stelle (The Fuzzy Pink Nightgown), regia di Norman Taurog (1957)
- Orizzonti di gloria (Paths of Glory), regia di Stanley Kubrick (1957)
- Mia moglie... che donna! (I Married a Woman), regia di Hal Kanter (1958)
- Il segreto di Pollyanna (Pollyanna), regia di David Swift (1960)

#### Televisione
- Scienza e fantasia (Science Fiction Theatre) – serie TV, episodio 1x19 (1955)
- June Allyson Show (The DuPont Show with June Allyson) – serie TV, episodio 2x25 (1961)

### Produttore
- The Silent Barrier, regia di William Worthington (1920)

## Doppiatori italiani
- Amilcare Pettinelli in Marocco, La gloria del mattino, Cento uomini e una ragazza, Palcoscenico, Condannatemi se vi riesce!, Non sei mai stata così bella, Hotel Mocambo, I trafficanti, Lo stato dell'Unione, Musica per i tuoi sogni, Indianapolis, Il cacciatore del Missouri, Salto mortale, La figlia dell'ambasciatore, Un turbine di gioia, Orizzonti di gloria, Mia moglie... che donna!, Il segreto di Pollyanna
- Romano Calò in Proibito
- Sandro Ruffini in Stella in cielo
- Ambrogio Colombo in È nata una stella (ridoppiaggio)
- Dario Penne in Passione (ridoppiaggio)
- Alvise Battain in Lo stato dell'Unione (ridoppiaggio)